# Абдуллин, Гафар Абдуллович
Гафа́р Абду́ллович Абду́ллин (24 октября 1930 года — 31 октября 2008 года) — бригадир плотников треста «Башнефтепромстрой». Полный кавалер ордена Трудовой Славы. Заслуженный строитель Башкирской АССР (1978). Почётный работник Министерства нефтегазового строительства СССР (1987). Почётный гражданин города Нефтекамска (1990).

## Биография
Родился 24 октября 1930 г. в д. Кадерметово Актанышского района  Республики Татарстан.
Образование — неполное среднее.
Трудиться начал в колхозе имени 12-летия Октября Калининского района Татарской АССР. С 1957 г. работал плотником на строительстве Павловской ГЭС в Башкирии. С 1959 г. — плотник, с 1964 г. — бригадир плотников треста «Башнефтепромстрой».
С 1990 г. находился на пенсии.
Заслуженный строитель Башкирской АССР (1978). Почётный работник Министерства нефтегазового строительства СССР (1987). Почётный гражданин города Нефтекамск (1990).
Умер 31 октября 2008 года.

## Награды
За плодотворный долголетний труд и высокие производственные показатели, систематическое перевыполнение планов строительства награждён орденами Трудового Красного Знамени (1971), Трудовой Славы I (1986), II (1981), III (1975) степени, медалями.